# Isa Colin
Isa Colin (Beverwijk, 21 september 2004) is een voetbalspeelster uit Nederland. Ze speelt als middenvelder voor Ajax.

## Clubcarrière
Colin speelde in haar jeugdjaren voor Onze Gezellen in Haarlem totdat ze werd gescout door VV Alkmaar in 2018.
Voorafgaande aan het seizoen 2021/22 maakte Colin de stap naar het eerste elftal van VV Alkmaar. Op 21 januari 2022 maakte Colin haar debuut voor VV Alkmaar in de Vrouwen Eredivisie in een uitwedstrijd tegen Feyenoord.
Met de overgang van VV Alkmaar in de zomer van 2023 naar AZ ging ook Colin voor die club spelen. In de seizoenen 2023/24 en 2024/25 had Colin een basisplaats.
Op 13 mei 2025 tekende ze een driejarig contract bij competitiegenoot Ajax.

## Statistieken
| Seizoen | Club       | Land      | Competitie         | Wedstrijden | Doelpunten |
| ------- | ---------- | --------- | ------------------ | ----------- | ---------- |
| 2021/22 | VV Alkmaar | Nederland | Vrouwen Eredivisie | 4           | 0          |
| 2022/23 | VV Alkmaar | Nederland | Vrouwen Eredivisie | 16          | 0          |
| 2023/24 | AZ         | Nederland | Vrouwen Eredivisie | 22          | 0          |
| 2024/25 | AZ         | Nederland | Vrouwen Eredivisie | 17          | 2          |
| 2025/26 | Ajax       | Nederland | Vrouwen Eredivisie | -           | -          |
| Totaal  | Totaal     | Totaal    | Totaal             | 59          | 2          |

Laatste update: 13 mei 2025

## Interlandcarrière
Colin is jeugdinternational en heeft meermaals deel uitgemaakt van Nederland onder 17 en Nederland onder 19.
1 Van Eijk ·
4 Den Turk ·
6 Van de Velde ·
7 Van Egmond ·
8 Spitse  ·
9 Tolhoek ·
12 Van Hensbergen ·
13 Niënhuis ·
16 Noordman ·
17 Dostmohamed ·
21 Van Gool ·
23 Keukelaar ·
24 De Klonia ·
27 Buikema ·
29 Van Koppen ·
Van Asten ·
Colin ·
Derks ·
Kip ·
Noordermeer ·
Van Oosten ·
Van Schoonhoven ·
Smits ·
Van der Vliet ·
Coach: Bruil
· Assistent-coach: Silooy